# Doa cubana
Doa cubana är en fjärilsart som beskrevs av William Schaus 1906. Doa cubana ingår i släktet Doa och familjen Doidae. Inga underarter finns listade i Catalogue of Life.